# Oceaanverzuring

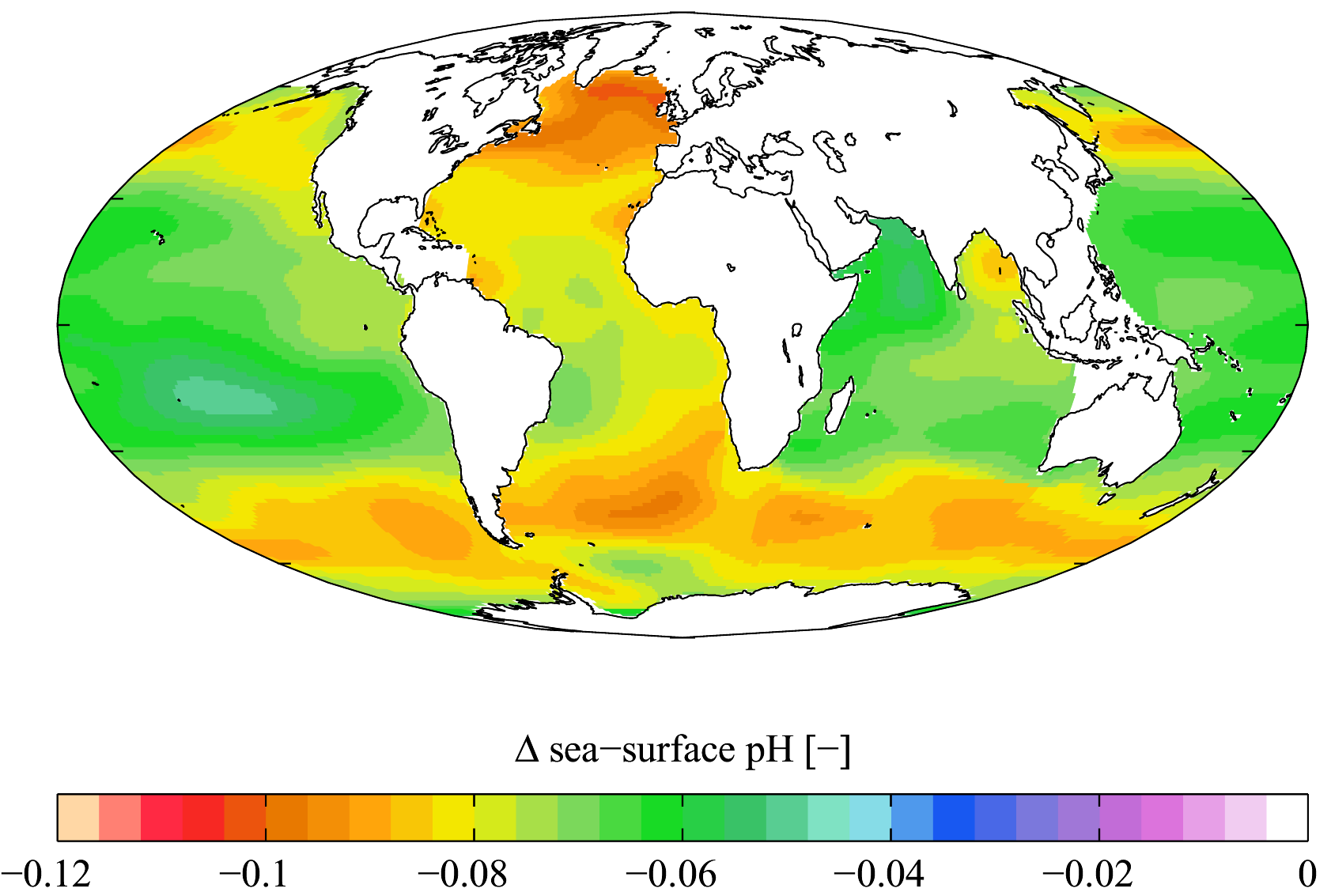
Veranderingen in de zuurgraad van het zeewater tussen begin 18e eeuw en eind 20e eeuw, door toedoen van door de mens geproduceerde CO_{2}

Oceaanverzuring, ook wel bekend als zeeverzuring, is de benaming voor het verschijnsel dat de pH van het zeewater op aarde steeds lager wordt als gevolg van een hogere concentratie van koolstofdioxide in de atmosfeer.
Ongeveer een kwart van alle koolstofdioxide in de atmosfeer komt uiteindelijk in zee terecht, waar het reageert met calciumcarbonaat tot een buffermengsel van waterstofcarbonaat- en carbonaat-ionen dat verzadigd is met calciumcarbonaat. Ten opzichte van het buffermaximum bij ca. pH 8,3 is de zee iets verzuurd.  Tussen 1950 en 2021 is de gemiddelde pH van het zeewater gedaald van 8,15 naar 8,05, wat overeenkomt met een toename van de zuurgraad (toename van (H+ ionen) van 30%. Deze alsmaar toenemende verzuring vormt een bedreiging voor de voedselketens die verbonden zijn met de oceanen.

## Koolstofkringloop
De koolstofkringloop beschrijft de uitwisseling van koolstofdioxide (CO2) tussen de oceanen, de aardse biosfeer, de lithosfeer en de atmosfeer. Menselijke activiteiten zoals de verbranding van fossiele brandstoffen en het bodemgebruik hebben geleid tot een grotere uitstoot van CO2 in de atmosfeer,  maar ook is als gevolg van de klimaatverandering meer verdamping en minder oplossen van CO2 de oorzaak van een verhoging van het atmosferische CO2 gehalte van voorheen ca. 300 ppm naar ca. 400 ppm nu. Ongeveer 45% van deze extra CO2 blijft daar, de rest wordt grotendeels door de oceanen opgenomen. Dit zogenaamde Arrheniuseffect versterkt de opwarming door de zon bij de klimaatverandering. Ook wordt een klein deel  opgenomen door planten.
De koolstofkringloop omvat zowel organische verbindingen als anorganische koolstofcomponenten, zoals koolstofdioxide en carbonaten. Deze anorganische verbindingen spelen de grootste rol bij oceaanverzuring.
Wanneer koolstofdioxide oplost in de oceaan, reageert het met het water tot een evenwicht van ionische en ongeladen stoffen: opgeloste vrije koolstofdioxide, hypothetisch diwaterstofcarbonaat, waterstofcarbonaat en carbonaat. De verhoudingen waarin deze ontstaan hangen af van de temperatuur en de bufferende werking van het zeewater.

## Verzuring
| Tijd                                     | pH     | pH-verandering | Bron  | Verandering van H+-concentratie in verhouding tot het voor-industriële tijdperk |
| ---------------------------------------- | ------ | -------------- | ----- | ------------------------------------------------------------------------------- |
| Voor de industriële revolutie (18e eeuw) | 8,179  | 0,000          | Veld  | 0%                                                                              |
| Recent verleden (1990-99)                | 8,104  | −0,075         | veld  | + 18,9%                                                                         |
| Huidige situatie                         | ~8,069 | −0,11          | veld  | + 28,8%                                                                         |
| 2050 (2xCO2 = 560 ppm)                   | 7,949  | −0,230         | model | + 69,8%                                                                         |
| 2100 (IS92a)                             | 7,824  | −0,355         | model | + 126,5%                                                                        |

De verzuring begon zichtbaar op te treden sinds het begin van de industriële revolutie. Tegen 2100 zal de pH van de oceanen met gemiddeld 0,3 tot 0,5 gedaald zijn. De impact zal verschillen per regio en ecosysteem en het sterkst zijn bij koraalriffen en in de Zuidelijke Oceaan. Dat is een verzuringsgraad die 100 keer zo hoog ligt als wat in de afgelopen 20 miljoen jaar op natuurlijke wijze heeft plaatsgevonden. De impact zal verschillen per regio en ecosysteem en het sterkst zijn bij koraalriffen en in de Zuidelijke Oceaan. In hoeverre dit scenario waarheid zal worden hangt onder andere af van de mitigatie en andere maatregelen die de maatschappij neemt. Ook als het scenario waar wordt is de gemiddelde pH nog steeds hoger dan 7; de waarde van neutraal water.
In 2012 concludeerden onderzoekers aan de Universiteit Utrecht dat de oceaanverzuring als gevolg van verhoogde CO2-concentraties steeds sneller ging.

## Gevolgen
De oceaanverzuring zal in eerste instantie een negatieve invloed hebben op calcificerende organismen, zoals koralen, coccolithoforen, foraminifera, kreeftachtigen en weekdieren. Deze spelen een belangrijke rol in veel voedselketens. Ze hebben allemaal materiaal geproduceerd van calciumcarbonaat, wat oplost indien de zuurgraad toeneemt. Onderzoek wijst uit dat bijvoorbeeld schelpen oplossen als gevolg van een verhoogde hoeveelheid CO2. Ook heeft onderzoek aangetoond dat de larven van bijvoorbeeld slangsterren bij een pH-afname van 0,4 vrijwel zeker niet meer kunnen overleven. Een afname van het aantal Coccolithoforen zal bijdragen aan een grotere klimaatverandering en een versterking van het broeikaseffect. Andere mogelijke gevolgen zijn toename van de hoeveelheid koolstofdioxide in bloed en andere lichaamssappen van organismen, wat een negatieve invloed zal hebben op voedselproductie.
Het verband tussen oceaanverzuring en een verminderde calcificatie valt aan te tonen door middel van een wiskundige vergelijking. Vaste CaCO3-structuren - zoals coccolieten - zijn nadat ze eenmaal door precipitatie zijn gevormd vatbaar voor dissolutie als het omringende water niet voldoende verzadigde concentraties carbonaationen bevat. De verzadigingstoestand van zeewater kan worden berekend aan de hand van de volgende vergelijking:
{\displaystyle {\Omega }={\frac {\mathrm {\left[Ca^{2+}\right]\left[CO_{3}^{2-}\right]} }{K_{sp}}}}
Hierin is Ω het product van de concentraties (in feite chemische activiteiten) die het calciumcarbonaat vormen, gedeeld door het product van de concentraties van die ionen waarbij het zich in een toestand van chemisch evenwicht bevindt, wat wil zeggen dat het niet oplost terwijl er ook geen nieuw materiaal van wordt gevormd. In zeewater is er sprake van een natuurlijke "verzadigingshorizon", de zogeheten lysocline, die afhankelijk is van temperatuur, druk en diepte. Op kleinere diepten dan de lysocline is Ω groter dan 1, waardoor er geen dissolutie van calciumcarbonaat zal optreden. Op grotere diepten dan de lysocline is Ω echter kleiner dan 1, waardoor er wel dissolutie op zal treden en er dus geen calciumcarbonaat meer voorkomt, tenzij er tegelijkertijd genoeg aanmaak van nieuw calciumcarbonaat plaatsvindt om de dissolutie te compenseren (in dit geval wordt gesproken van een carbonaatcompensatiediepte). Als gevolg van een lagere pH van het zeewater neemt Ω af en schuift de lysocline (voor zowel aragoniet als calciet) op naar boven. Dit verschijnsel wordt beschouwd als een belangrijke oorzaak van verminderde calcificatie bij zee-organismen, omdat de precipitatie recht evenredig is met de verzadigingstoestand.